# Croton amazonicus
Espèce
Croton amazonicus est une espèce de plantes à fleurs du genre Croton et de la famille des Euphorbiaceae, originaire du Brésil (Pará).
Il a un synonyme :
- Oxydectes amazonica, (Müll.Arg.) Kuntze